# Boodog
Boodog (mongolisch боодог) ist ein mongolisches Nationalgericht.

## Zubereitung

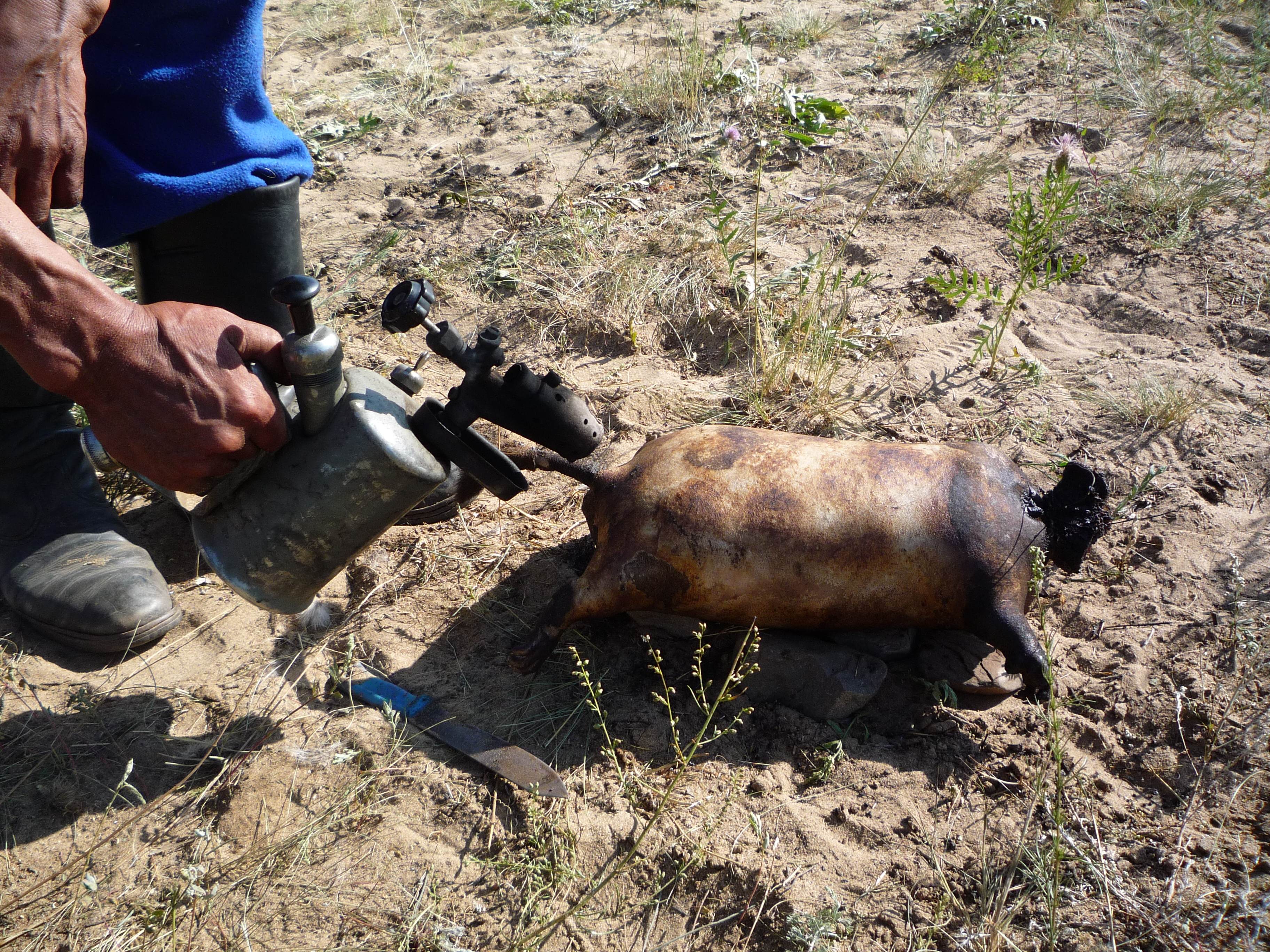
Ein Murmeltier-Boodog

Es handelt sich dabei um eine Garmethode, die mit dem ebenfalls traditionellen Chorchog (mongolisch хорхог) verwandt ist: In beiden Fällen dienen erhitzte Steine zum Garen des Fleisches – bei Chorchog von Fleischstücken, bei Boodog eines ganzen Tieres. In der Regel werden Murmeltiere, deren Jagd im Spätsommer sich bei der männlichen Bevölkerung der Mongolei großer Beliebtheit erfreut, oder junge Ziegen auf diese Weise zubereitet.
Beim Boodog wird das Tier zunächst geschlachtet, am Kopf aufgehängt und am Hals aufgeschnitten. Die Haut mitsamt dem Fell lässt sich nun zurückschlagen, sodass man das Tier ausnehmen kann. Von den Innereien werden später nur die Nieren und die Leber für die Füllung verwendet, zu der darüber hinaus Zwiebeln und Salz gehören. Bevor die Tierhaut wieder hochgeklappt und am Hals verschnürt wird, füllt man den verbleibenden Platz mit glühenden Steinen. Über dem offenen Feuer (heute manchmal auch mit einem Schweißbrenner) wird anschließend das Fell versengt und mit der obersten Hautschicht abgeschabt, sodass das Fleisch gleichzeitig von innen und außen gegart wird. Um einen Überdruck im Inneren des Tieres und damit eine Explosion zu vermeiden, werden Löcher in dessen Haut gestochen. Wenn aus der Haut an allen Stellen Fett austritt, meist nach ein bis zwei Stunden, ist das Fleisch gar. Üblicherweise werden dem Tier zunächst die Steine entnommen und allen Teilnehmern des in geselligem Rahmen stattfindenden Boodog-Essens gereicht: Die fettigen heißen Steine in der Hand zu halten, soll die Lebensgeister wecken. Anschließend wird das Fleisch, das sehr zart sei und im Falle des Murmeltieres geschmacklich an Wildente erinnere, serviert und heiß verzehrt. Die eintopfartige Suppe, die sich im Inneren des Tieres bildet und besonders köstlich schmecken soll, wird separat gereicht.

## Rezeption
Der schweizerische Journalist und „Besuchsschriftsteller“ Christian Kracht schilderte in seiner Erzählung „Wie der Boodhkh in die Welt kam und warum“ den Versuch, dieses Gericht zu probieren. Der Text erschien in seinem Sammelband „New Wave. Ein Kompendium 1999–2006“.